# Estádio Luís Augusto de Oliveira
O Estádio Municipal Professor Luís Augusto de Oliveira, também conhecido como Luís Augusto de Oliveira, ou O Luisão, é um estádio de futebol localizado na rua Desembargador Júlio de Faria, 800 no bairro Boa Vista no município de São Carlos, no Estado de São Paulo. Seu nome é uma homenagem ao ex-prefeito da cidade de São Carlos, Professor Luís Augusto de Oliveira, que era conhecido como "O Luisão".
Foi usado principalmente pelo Grêmio Sãocarlense durante quase trinta anos, e hoje é usado pelo São Carlos Futebol Clube; em 2010 também foi usado pelo Paulistinha e voltou a ser usado em 2016 pelo atual Grêmio São-Carlense, na disputa da Taça Paulista, a partir de 2018 na disputa do Campeonato Paulista de Futebol - Segunda Divisão e agora no Campeonato Paulista de Futebol - Série A4.

## História
O estádio foi construído pela Prefeitura de São Carlos em 1968, na segunda gestão do prefeito Antonio Massei, onde já existia o Campo Municipal Boa Vista desde 1952.
Portanto desde 1952, havia um campo de futebol de terra batida, conhecido como Campo Municipal Boa Vista, onde alguns clubes disputavam jogos amistosos e jogos de várzea. Em todo seu entorno, o campo era quase que totalmente cercado por árvores da mata nativa e alguns eucaliptos. Onde hoje o estádio faz divisa com a rua Benjamin Constant e parte da rua Antonio Botelho, havia um barranco alto, como se fosse um talude, onde a maioria das pessoas ficavam para assistir os jogos e aproveitar a sombra. O primeiro gramado foi instalado em 1956.
Na sua primeira inauguração em 1956, ainda como um campo de futebol e já com metade do gramado plantado, houve um jogo comemorativo em 10 de junho de 1956 entre o Estrela da Bela Vista e o Corinthians, que terminou com vitória do Corinthians por 5–0, primeiro gol foi anotado por Luizinho.
O campo de futebol passou a se chamar Praça de Esportes Professor Luís Augusto de Oliveira, conforme Lei municipal nº 3.340 de 29 outubro de 1956, assinada em 7 de novembro de 1956.
A inauguração como estádio atual aconteceu em 3 de novembro de 1968, em uma rodada dupla na qual o jogo preliminar foi a Seleção Amadora A e B de São Carlos bateu o A.A. Itapuí por 5 a 0, onde o primeiro gol do estádio foi anotado por Talin; o jogo de fundo foi um amistoso em que o São Paulo bateu o Palmeiras por 3 a 2, os gols do São Paulo foram anotados por Antoninho, Miruca e Nenê, os gols do Palmeiras foram anotados por Julio Amaral; com essa vitória o São Paulo FC quebrou uma invencibilidade de 24 jogos na qual vinha o Palmeiras.
As torres de iluminação e os refletores do estádio foram inaugurados em 7 de setembro de 1976, em jogo amistoso comemorativo no qual o Grêmio Sãocarlense bateu a Ferroviária por 1–0, gol anotado por Jabú. 
Em 4 de novembro de 1982, houve a inauguração de novas torres e refletores de iluminação e da nova arquibancada com alojamento, ao lado da arquibancada coberta; e para comemorar aconteceu um amistoso comemorativo no qual o Grêmio Sãocarlense jogou contra a Ferroviária (misto), que terminou 2 a 1 para a Ferroviária.
Em 2017, ladrões furtaram cerca de 1.200 metros de cabos elétricos das torres de iluminação do estádio, causando prejuízos aos cofres públicos.

### Remodelações
Na última remodelação do estádio em 2006, todos os lugares existentes foram numerados, para se adequar às novas exigências do Estatuto do Torcedor e da FPF.
Foi remodelado por várias vezes, nos seguintes anos: 1956, 1957, 1968, 1989, 1982, 1991, 2005 e 2006. Foi expandido em três oportunidades: 1982, 1991 e 2011, sendo que em 1991 também houve a troca do gramado.
Em 4 de novembro de 1982 houve a inauguração de novas torres e novos refletores de iluminação com 48 refletores, sendo 12 para cada torre, dando uma iluminação de 600 lux e a nova arquibancada com alojamento ao lado da arquibancada coberta.
O gramado do estádio era o menor em dimensões de campo de jogo do Campeonato Paulista de Futebol profissional, medindo 100 m de comprimento por 65 m de largura e um gramado onde há quatro tipos de grama. Em dezembro de 2022, às dimensões foram corrigidas para 105 x 66 m.
Em novembro e dezembro de 2023 à Secretaria Municipal de Obras Públicas fez uma grande reforma no estádio, com várias melhorias, tais como: novos banheiros, divisórias e pintura do vestiários das equipes e arbitragem, novos bancos de reservas, troca e aumento da largura do gramado, troca da cobertura das arquibancadas, novos muros, nova entrada, novo muro atrás das arquibancadas e um reforço na iluminação da torres.

## Outros jogos importantes no estádio
- Em 1º de maio de 1969, jogo amistoso comemorativo pelo Dia do Trabalho, entre a Seleção Operária de São Carlos contra o XV de Piracicaba, jogo vencido pelo XV de Piracicaba por 2–1.[15]

- Em 1º de maio de 1970, jogo amistoso comemorativo pelo dia do Trabalho, entre a Seleção Amadora de São Carlos contra a Ferroviária, jogo vencido pela Ferroviária por 2–1.[16]

- Em 24 de fevereiro de 1976, jogo amistoso entre o Madrugada EC contra o Corinthians, jogo vencido pelo Corinthians por 2–0, gols anotados por Veira e Lance (almanaque do Corinthians).

- Em 24 de junho de 1979, jogo amistoso entre o Grêmio Sãocarlense contra o Corinthians, jogo vencido pelo Corinthians por 6–2, gols anotados por Basílio, Cláudio Mineiro, Zé Maria (pênalti), e 2 de Sócrates para o Corinthians, e Pio e Dema para o Grêmio Sãocarlense. Esse jogo é recorde de público até hoje em no estádio e na cidade com a presença de 23.712 pagantes (almanaque do Corinthians).

- Em 23 de maio de 1990, jogo amistoso entre Grêmio Sãocarlense contra o Corinthians, jogo vencido pelo Sãocarlense por 2–1, gols anotados por Tupãzinho para o Corinthians e 2 gols de Manguinha para o Sãocarlense (almanaque do Corinthians).

- Em 17 de fevereiro de 2010, pela nona rodada do campeonato paulista, jogo oficial entre Rio Branco contra Monte Azul, jogo que terminou empatado em 0–0, com público pagante de 117 pessoas[17].

- Em 26 de janeiro de 2013, pela terceira rodada do campeonato paulista, jogo oficial entre Oeste contra São Caetano, jogo que terminou empatado em 1–1, com público pagante de 81 pessoas[18].

- Em 28 de janeiro de 2014, pela quarta rodada do campeonato paulista, jogo oficial entre Oeste contra Comercial, jogo que terminou empatado em 1–1[19].

### Maiores públicos do estádio
- 23.712 em 24 de junho de 1979 - Grêmio Sãocarlense 2–6 Corinthians (amistoso)
- 14.766 em 23 de maio de 1990 - Grêmio Sãocarlense 2–1 Corinthians (amistoso)
- 13.764 em 7 de outubro de 1992 - Grêmio Sãocarlense 0–2 São Paulo (campeonato paulista de 1992)
- 8.818 em 25 de julho de 1992 - Grêmio Sãocarlense 0–2 Corinthians (campeonato paulista de 1992)
- 8.288 em 10 de agosto de 1991 - Grêmio Sãocarlense 0–0 São Paulo (campeonato paulista de 1991)
- 8.266 em 6 de julho de 1992 - Grêmio Sãocarlense 0–1 Palmeiras (campeonato paulista de 1992)